# Eupithecia fraxinata
Eupithecia fraxinata är en fjärilsart som beskrevs av Henry Harpur Crewe 1863. Eupithecia fraxinata ingår i släktet Eupithecia och familjen mätare. Inga underarter finns listade i Catalogue of Life.

## Bildgalleri

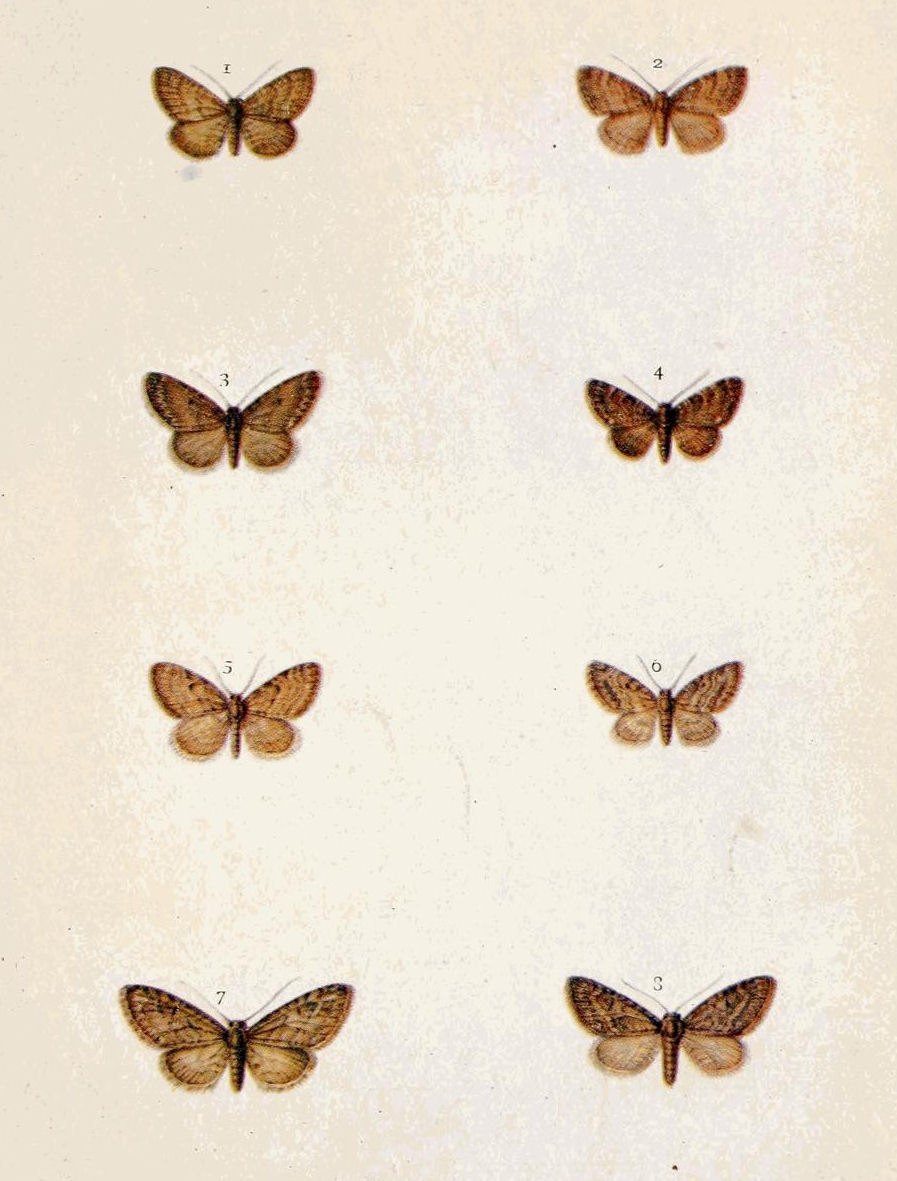